# شركة طيران

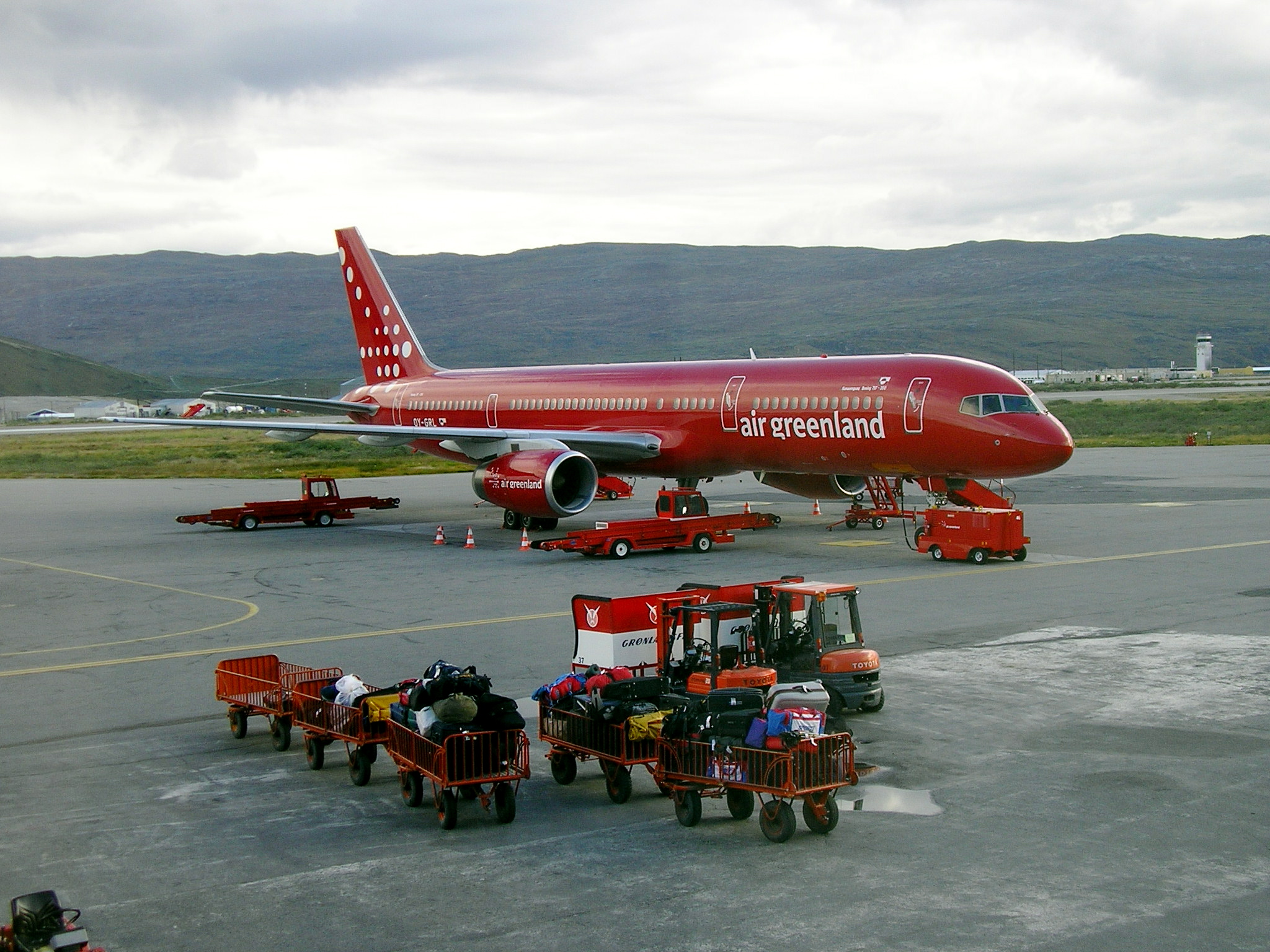
طائرة بوينغ

شركة الطيران هي شركة نقل جوي سواء للبضائع أو للمسافرين وتختلف صبغتها بين شركة طيران عامة وشركات طيران خاصة. شركات الطيران العالمية تكون مسجلة في منظمة الآياتا العالمية ومنظمة إيكاو.

## اقتصاد
شركات الطيران تكون عادة دولية، وتقدم نفسها على أساس وطني بحسب تاريخها أو مقرها.
- وهي عادة شركات كبيرة الحجم لتضخم حجم الاستثمارات في شراء الطائرات والمصاريف الواجب تسديدها لضمان سير العمل (بما في ذلك أسعار الوقود التي تؤثر بشكل كبير على استقرار الشركة المالي) وصيانة اسطول من الطائرات.
- شركات الرحلات العرضية تقدم خدماتها و (طائراتها) لتلبية حاجيات وكالات الاسفار أو أي جهة أخرى. وهي تعرف بانها شركات رخيصة نسبيا عند العامة، ولكن هذه الصورة تعتبر بعيدة عن الواقع. هذا النظام للسفر يعمل به خاصة في الرحلات السياحية الجماعية.

## تاريخ

### الخطوط الكبرىَ
بعد نهاية الحرب العالمية الأولى، تم تعديل قاصفات لتربط المدن الأوروبية الكبرى برحلات جوية. في 8 فبراير 1919, قامت شركة هنري فارمان بتنظيم أول رحلة ركاب بين باريس ولندن دامت 2:37 ساعة. في 1921, رحلة جوية ربطت سان فرانسيسكو بنيويورك والتي قامت بها أول شركة طيران بالمعنى الحقيقي للكلمة وهي بان أمريكان.
تاريخيا بقيت الخطوط التي تعترضها صعوبات في المسافة هي الأكثر خطرا. افتتاح مثل هذه الخطوط عد مرورا من حقبة المغامرين إلى حقبة الاستغلال الاقتصادي. بعض هؤلاء المغامرين: جون دانجو على الخطوط الأفريقية، موريس نوقاس في اتجاه الشرق الأقصى، جون مرموز للأطلسي الجنوبي.
اليوم الخطوط الكبرى هي التي تحقق أكبر عدد من المسافرين. مع هذا المعيار، الأطلسي الشمالي (الخطوط بين العواصم الأوروبية والسواحل الشرقية للولايات المتحدة) هو الرابح رغم منافسة خطوط الهادي الشمالي.

### تاريخ حديث
بعد أحداث 11 سبتمبر 2001 التي استعملت فيها 4 طائرات من نوع بوينغ 767 وبوينغ 757، شهد قطاع النقل الجوي ازمة تمثلت بالأساس في تناقص عدد المسافرين. تفاقمت هذه الازمة في 2003 مع تفشي عدوى انفلونزا الطيور وغزو العراق ما أدى إلى وضع عدة شركات في حالات صعبة.
في بداية 2003, عدة شركات طيران (خاصة الأمريكية) وجدت نفسها في مازق مالية وادخلت نفسها في برامج خفض المصاريف (تسريح، تخفيض اجور، تخفيض عدد الوجهات...) وقام بعضها بطلب تطبيق الفصل 11 من القانون الأمريكي الحامي من الإفلاس.
السنوات الأخيرة شهدت ظهور شركات التعريفة المنخفضة، تقدم أسعارا مشجعة ولكنها لا تقدم أي خدمات على متن الطائرة وتربط بين مطارات اصغر. وهي تحقق الآن أعلى الإيرادات وهي تستعمل طائرات حديثة مقتصدة للوقود ومصممة للعمل على مدار الساعة. على هذه الشركات ثمن الوقود يمثل نصف الثمن المدفوع في الرحلة.

## العاملون
من بين العاملين في شركات الطيران هناك افراد الطاقم الذين يعملون ضمن الرحلات الجوية وينتقلون بذلك من مطار إلى آخر، والعاملون في الخدمات الأرضية:
- الطيارون (الطاقم الملاحي التقني), وهم مرتبطون بسلامة الرحلة والركاب، ويعملون بعد اجتياز مراحل دراسية طويلة ولهم أكبر معدلات الأجور نظراً لمسؤولياتهم الهامة. ولكن لا يمكن لومهم في حالة الخطء.
- المضيفون (الطاقم الملاحي التجاري) وهم يقدمون خدمات على متن الطائرة ومن مهامهم حفظ النظام. هم عادة جذابون بسبب اختيارهم.

## مجالات العمل
من وظائف شركات الطيران نقل المسافرين من وإلى بلدان أخرى ونقل البريد والشحن وفقاً لشروط منظمة الآياتا. وتعتبر المنافسة في الخدمة في شركات الطيران والأسعار والميزات الأخرى (أسعار خاصة - أسعار نزهة - أسعار شيخوخة - أسعار طلاب - أطفال - رضع)ولم تقتصر المنافسة بين شركات الطيران على الأسعار بل على خدمة المسافرين بين المحطات وتقديم أرقى وأشهى وجبات الطعام والعصائر والمشروبات الغازية والروحية كما يمكن أن يشتري المسافرين بعض الهديا على متن الطائرة كالعطور والساعات وغيرها ويمكن للمسافرين أن يتمتعوا بخدمات أخرى كمشاهدة الأفلام والأغاني والأخبار - كل هذه الميزات من أجل ترغيب المسافر في السفر عبر شركة الطيران والاستمتاع بها طوال فترة الرحلة.

## اعتبارات تشريعية
تضم الكثير من البلدان خطوط طيران وطنية مملوكة ومشغلة من قبل الحكومة. وشركات الطيران المملوكة من القطاع الخاص تخضع لقدر كبير من التشريعات الحكومية من أجل مراعاة اعتبارات اقتصادية وسياسية وظروف السلامة. فعلى سبيل المثال، يمكن للحكومات أن تتدخل من أجل إيقاف تحركات عمال قطاع الطيران من أجل ضمان حركة المسافرين والبضائع بشكل آمن بين المناطق.
قامت بلدان مثل الولايات المتحدة الأمريكية وأستراليا بإلغاء تنظيم خطوطها الجوية. وهذا يشمل بلداناً أخرى قامت بذلك أيضاً ولكن بدرجة أقل ومنها البرازيل والمكسيك والهند والمملكة المتحدة. ففي الماضي، كانت تلك الحكومات تقوم بفرض التعرفة وشبكات الخطوط الجوية والمتطلبات التشغيلية الأخرى لكل خط جوي. ومنذ إلغاء تنظيم هذا القطاع فيها أصبحت الخطوط الجوية حرّة وبشكل كبير في التفاوض على الظروف التشغيلية الخاصة بها مع مختلف المطارات. كما أنها أصبحت تدخل وتخرج من الخطوط الجوية بشكل سهل وتقوم بوضع أسعار الرحالات وتحديد ما يتم تقديمه أثناء الرحلة بحسب الطلب في السوق.